# هاميلتون فينتورا
هاميلتون فينتورا (1983 - ) هو ملاكم برازيلي، صنّف ضمن فئة الوزن الثقيل الخفيف ‏.